# Цукерман, Мортимер
Мортимер Бенджамин Цукерман (англ. Mortimer Benjamin Zuckerman; родился 4 июня 1937 года в семье ортодоксальных евреев) — канадско-американский миллиардер, медиамагнат, редактор журнала и инвестор. Он является соучредителем, исполнительным председателем и бывшим генеральным директором Boston Properties, одного из крупнейших инвестиционных фондов недвижимости в США. Цукерман также владелец и издатель US News & World Report, где он является главным редактором. Ранее он владел New York Daily News, The Atlantic и Fast Company. В списке миллиардеров мира Forbes за 2016 год он занял 688-е место с собственным капиталом в 2,5 миллиарда долларов США. По состоянию на январь 2020 года его собственный капитал оценивается в 3 миллиарда долларов США.
В мае 2006 года Цукерман пообещал выделить 100 миллионов долларов из своего благотворительного фонда на создание нового Мемориального онкологического центра имени Слоуна — Кеттеринга. Его пожертвование было самым крупным индивидуальным обязательством в истории центра.
В декабре 2012 года Цукерман пообещал выделить 200 миллионов долларов на финансирование Института интеллектуального поведения Мортимера Б. Цукермана при Колумбийском университете.
В 1996 году Цукерман женился на Марле Пратер (род. 1956), хранительнице Национальной галереи искусств, в 2001 году они развелись.
Цукерман стал гражданином США в 1977 году.
19 декабря 2008 года родилась вторая дочь Цукермана, Рене Эстер; мать не была идентифицирована. О рождении ребёнка было объявлено в колонке Daily News 23 декабря 2008 года.
Цукерман является веганом с 2008 года.